# 기기등급
기기등급(機器等級, instrumental magnitude)은 보정되지 않은 실시등급이다. 실시등급과 마찬가지로 지구의 관측자가 본 천체의 밝기의 척도이나, 실시등급과 다른 점은 기기등급은 한 사진 안에 동시에 찍힌 천체들(광도보정 요소들은 한 사진 안에서 모든 지점에 대해 같다고 가정된다)의 상대적 비교를 할 때만 쓸 수 있는 척도이다. 기기등급은 다양한 방법으로 정의할 수 있으며, 기기등급 개념을 사용할 때는 기기등급이 어떻게 정의되었는지 아는 것이 중요하다. 기기등급의 가장 기본적인 정의는 다음과 같이 주어진다.
{\displaystyle m=-2.5\log _{10}(f)}